# Dobré Pole (Vitice)
Dobré Pole je vesnice v okrese Kolín a část obce Vitice. Nachází se asi 3,5 kilometru jižně od Vitic. Nedaleko od vesnice pramení potok Bylanka. Dobré Pole leží v katastrálním území Dobré Pole u Vitic o rozloze 7,44 km².

## Historie
První písemná zmínka o vesnici pochází z roku 1327.
V roce 1848 zde bylo 48 domů a 438 obyvatel.

## Pamětihodnosti
Východně od obce vedla tzv. Čertova brázda